# Żurek
Żurek (pronunciado como jhoo-rek) es una sopa muy popular en la cocina polaca cuyo sabor es ligeramente ácido y está elaborada con harina de centeno y carne (generalmente salchichas de carne de cerdo o trozos de salchichas ahumadas, bacón o jamón). 

## Características
El plato se sirve caliente y es muy popular no sólo en Polonia sino que puede verse además en algunos países eslavos. En Polonia se suele servir en un cuenco con patatas cocidas y un pan de centeno. La receta varía mucho de región a región, aunque suele estar servida con huevo duro picado. En Polonia este plato aunque está asociado a la celebración de la Pascua puede ser servido en otras épocas del año.